# The Sun
The Sun este un ziar tabloid din Marea Britanie înființat în anul 1964.

Actuala siglă a ziarului The Sun

The Sun are un tiraj de aproximativ 3.131.919 exemplare zilnic (martie - aprilie 2008).
Ziarul este deținut de compania News Corporation, prin subsidiara din Marea Britanie, News International..

## Critici
În iulie 2014, The Sun a fost aspru criticat de presa britanică după ce a publicat pe prima pagină un articol despre un băiețel de 4 ani, în care se susținea că micuțul ar fi “fiul Diavolului”.